# John Knight

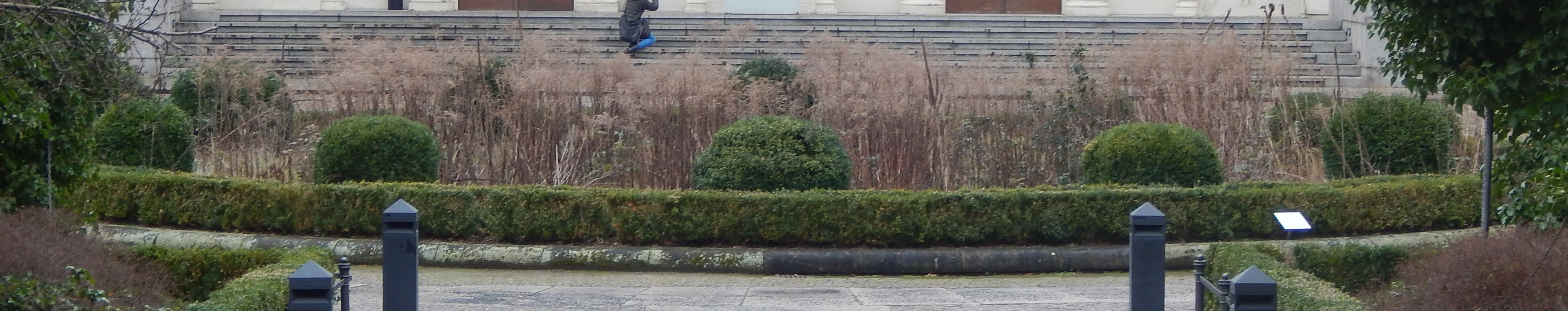
The Right to be Lazy, Hamburger Bahnhof

John Knight, född 1945 i Hollywood i USA, är en amerikansk konceptkonstnär.
Sedan 1960-talet har John Knight gjort platsspecifika konstverk.
Han deltog i Skulptur Projekte Münster 2017.